# لیلو (بازیکن فوتبال)
لیلو (به پرتغالی: Murilo Rufino Barbosa) هافبک اهل برزیل است که در شهر Araçatuba و در تاریخ ۲۷ مهٔ ۱۹۸۳ به دنیا آمده‌است.
لیلو در تیم‌های فوتبال Paulista Futebol Clube، União São João Esporte Clube، Veranópolis ECRC، CA Penápolis، AE Araçatuba، Pogoń Szczecin، باشگاه فوتبال روخ خوژوف، Polonia Słubice، باشگاه فوتبال زاویشا بیدگوشچ، Zagłębie Sosnowiec، Bałtyk Gdynia، Kotwica Kołobrzeg سابقهٔ حضور دارد.